# Pristimantis carmelitae
Pristimantis carmelitae es una especie de anfibio anuro de la familia Craugastoridae.

## Distribución
Esta especie es endémica del departamento de Magdalena en Colombia. Habita entre los 1,524 y 2,200 metros sobre el nivel del mar en Sierra Nevada de Santa Marta.

## Descripción
El holotipo mide 33 mm.

## Etimología
Esta especie lleva el nombre en honor a Myrtle Carmelita Carriker (1893-), esposa de Melbourne Armstrong Carriker. 

## Publicación original
- Ruthven, 1922 : The amphibians and reptiles of the Sierra Nevada de Santa Marta, Colombia. Miscellaneous publications of the Museum of Zoology University of Michigan, vol. 8, p. 1-69[5]